# Wspólnota Kościoła Chrześcijan Baptystów w Łodzi-Bałutach
Wspólnota Kościoła Chrześcijan Baptystów w Łodzi-Bałutach – placówka Kościoła Chrześcijan Baptystów znajdująca się w Łodzi, w dzielnicy Bałuty.
Nabożeństwa odbywają się w każdą niedzielę o godzinie 11:00.